# Onthophagus rubicundulus
Onthophagus rubicundulus là một loài bọ cánh cứng trong họ Bọ hung (Scarabaeidae).